# Matt Moussilou
Matt Moussilou, né le 1er juin 1982 à Paris 10e (France), est un footballeur international congolais ayant évolué au poste d'avant-centre.

## Biographie

### Ses débuts
Ce joueur est issu d'une famille d'origine congolaise de Brazzaville, installée dans la Cité des 4000 à La Courneuve (Seine-Saint-Denis). À l'âge de 12 ans, il s'inscrit au sein du club de football du Bourget. À l'âge de 15 ans, il commence à évoluer au poste d'attaquant où ses nombreux buts attirent l'attention de clubs formateurs comme le Paris Saint-Germain Football Club ou le LOSC, qu'il choisit l'année suivante pour y finir sa formation puis y signer son premier contrat professionnel en 2001.

### Lille
Après avoir évolué avec les moins de dix-huit ans et la CFA, il joue son premier match dans l'élite le 2 février 2002 contre Bastia. Peu utilisé par Vahid Halilhodžić, il doit attendre la saison 2002-2003 et l'arrivée de Claude Puel pour retrouver du temps de jeu : il participe à trois matches en Coupe Intertoto. Cette première saison est difficile pour lui et se solde par un bilan de 16 matches, 1 but et 1 passe décisive en championnat, et un doublé en Coupe de la Ligue. Le jeune attaquant de vingt ans est pourtant déjà remarqué par Raymond Domenech qui le sélectionne à 4 reprises avec l'équipe de France espoirs.
La saison suivante est celle où il se révèle enfin aux yeux du public. La première partie de saison est pourtant délicate : au début du mois de décembre, il n'a disputé que 4 matchs de championnat (dont 1 comme titulaire) pour un total de 130 minutes de jeu. Mais il explose lors de la deuxième partie de saison en inscrivant pas moins de 7 buts de février 2004 jusqu'à la fin de la saison. Il faut ajouter à ceci deux passes décisives et un autre but en Coupe. Cette saison-là, il est le dernier buteur dans le stade Grimonprez-Jooris (victoire 2-0 contre Bastia le 15 avril 2004).
Moussilou confirme la saison suivante, avec des débuts en fanfare lors de la coupe Intertoto, au cours de laquelle il inscrit 5 buts en 4 matches puis il marque treize buts en championnat dont un quadruplé contre Istres le 2 avril 2005 lors de la victoire 8-0 de Lille, 31e journée de la saison 2004-2005. Lors de cette rencontre, avec trois buts en 4 minutes et 43 secondes, Moussilou inscrit le triplé le plus rapide de l'histoire du championnat de France de première division, battant ceux de Serge Masnaghetti pour Valenciennes en 1966[réf. souhaitée], de Sokrat Mojsov établi en 1971 pour le compte du Stade rennais[réf. souhaitée], et de Jérémy Ménez pour le FC Sochaux-Monbéliard en 2005, tous les trois inscrits en 7 minutes. Il détient ce record jusqu'en mars 2023, date à laquelle il est battu par Loïs Openda qui réalise un triplé en 4 minutes 30 secondes lors du match Clermont Foot 63-RC Lens (0-4), 27e journée de la saison 2002-2003.
Après cette performance, il est élu meilleur joueur du mois d'avril 2005 par l'UNFP.
Au cours de cette saison 2004-2005, il est le joueur ayant inscrit le plus de buts toutes compétitions confondues parmi ceux évoluant dans un club de Ligue 1 française, devant Alexander Frei (20 buts), et Pauleta (19 buts).
Mais après une année et demie au plus haut niveau, Moussilou connaît ses premières difficultés. Après un début de saison 2005-2006 correct, Moussilou perd peu à peu confiance. Auteur de 4 buts après 12 journées, il reste ensuite muet en championnat pendant plusieurs mois. Il perd sa place de titulaire au profit du Nigérian Peter Odemwingie, qui monte en puissance. Alors qu'il avait inscrit 24 buts pour le seul championnat entre janvier 2004 et octobre 2005, Moussilou n'arrive plus à marquer dans cette compétition. Il marque un but en Coupe de la ligue, contre Saint-Étienne. Ceci correspond à son dernier but sous le maillot lillois.

### OGC Nice
Moussilou est ensuite transféré au mercato d'été pour 3,8 millions d'euros à l'OGC Nice, réalisant ainsi la plus grosse acquisition de toute l'histoire de ce club à cette époque.
Sur la Côte d'Azur, il n'arrive cependant pas à marquer un seul but en match officiel. Il n'arrive pas à s'imposer chez les Aiglons et se voit prêté à l'intersaison six mois à l'AS Saint-Étienne.

### Prêt à Saint-Étienne
À l'ASSE, il est surtout remplaçant, ce qui ne l'empêche pas pour autant d'être décisif : il marque un but face à l'AJ Auxerre, permettant à son équipe d'obtenir le nul.
Profitant de la suspension de Bafétimbi Gomis, il est titularisé pour la première fois face au LOSC, son ancien club, contre qui il marque les deux buts de son équipe pour une victoire 2-1.
Le 15 août 2007, il est prêté (avec option d'achat) par le club niçois à l'Olympique de Marseille pour la saison 2007-2008.

### Prêt à Marseille puis prêt à Al-Arabi
Son expérience marseillaise se termine très rapidement. Le 11 novembre 2007, peu utilisé par Albert Emon (seulement 4 matchs joués) puis ignoré par Éric Gerets, il est de nouveau prêté, cette fois-ci au Qatar, à l'Al-Arabi Sports Club. Pour son premier match avec Al-Arabi, il trouve le chemin des filets et son équipe fait match nul 1-1 avec Al-Sadd.
Le 20 décembre 2007, il se voit décerner par Les Cahiers du football le Ballon de plomb,,.

### Boulogne-sur-Mer puis Lausanne
Le 27 août 2009 il résilie son contrat avec l'OGC Nice.
Le 6 octobre 2009 il signe à Boulogne-sur-Mer un contrat courant jusqu'à la fin de la saison, plus un an renouvelable en cas de maintien du club en Ligue 1,.
Le 18 janvier 2011, après être resté six mois sans club, Matt Moussilou signe jusqu'à la fin de la saison en faveur du club suisse de FC Lausanne-Sport, alors en deuxième division suisse. Le club remonte à l'issue de la saison, Matt Moussilou reste au club. Lors de la saison suivante, le joueur est suspendu quatre matchs pour avoir une altercation avec Vincent Ruefli, sur un parking, à l'issue d'un match contre le Servette FC.

### Le Club africain
Le 19 août 2013, il signe un contrat de deux ans avec le Club Africain,.
Le 6 octobre 2013, Moussilou entre en cours de jeu dans le match opposant le Club Africain à la Palme Sportive de Tozeur dans le cadre de la 3e journée de championnat et marque alors le but de la victoire pour son équipe à la 90e minute à l'occasion de sa première apparition officielle.

### Amiens puis retour en Suisse
Le 3 septembre 2014, il revient en France en signant à l'Amiens SC pour une saison avec un autre en option.
En juin 2015, il retourne en Suisse au FC Le Mont. Lors du dernier match de préparation il est victime d'une déchirure du tendon d'Achille.
En 2016, après un désaccord avec le FC Le Mont, Matt Moussilou s'engage avec Yverdon Sport, club de quatrième division suisse.
À l'été 2017, il s'engage avec le Meyrin FC, également en quatrième division suisse.

### En sélection
Bien que Moussilou ait joué avec l'équipe de France Espoir, le sélectionneur du Congo Brazzaville, Noël Tosi, intéressé par le profil du joueur, décide de convier le joueur à un match amical, avec sa sélection.
Ainsi, Moussilou participe au match opposant Le Havre AC au Congo, le 15 août 2006 (victoire 5-2 des Havrais).
Le 12 août 2009 profitant de la nouvelle loi FIFA permettant aux binationaux de jouer avec leurs pays d'origine sans limite d'âge, Moussilou retrouve la sélection congolaise pour un match amical face au Maroc. Il ouvre le score en faveur de son pays permettant au Congo d'obtenir un bon match nul contre le Maroc à Rabat 1-1.

## Statistiques
| Saison      | Club                   | Pays    | Championnat         | Coupes nationales | Coupes d’Europe    | Sélection Congo   |
| ----------- | ---------------------- | ------- | ------------------- | ----------------- | ------------------ | ----------------- |
| 2001 - 2002 | Lille OSC              | France  | 1 match             | -                 | -                  | -                 |
| 2002 - 2003 | Lille OSC              | France  | 16 matchs / 1 but   | 6 matchs / 2 buts | 6 matchs           | -                 |
| 2003 - 2004 | Lille OSC              | France  | 22 matchs / 7 buts  | 2 matchs / 1 but  | -                  | -                 |
| 2004 - 2005 | Lille OSC              | France  | 34 matchs / 12 buts | 3 matchs / 1 but  | 14 matchs / 9 buts | -                 |
| 2005 - 2006 | Lille OSC              | France  | 25 matchs / 4 buts  | 3 matchs / 1 but  | 8 matchs           | -                 |
| 2006 - 2007 | OGC Nice               | France  | 19 matchs           | 3 matchs          |                    | -                 |
| 2006 - 2007 | AS Saint-Étienne       | France  | 11 matchs / 3 buts  | -                 | -                  | -                 |
| 2007 - 2008 | Olympique de Marseille | France  | 4 matchs            | -                 | -                  | -                 |
| 2007 - 2008 | Al Arabi Doha          | Qatar   | 20 matchs / 11 buts | 2 matchs / 1 but  | -                  | -                 |
| 2008 - 2009 | OGC Nice B (CFA2)      | France  | -                   | -                 | -                  | 1 match           |
| 2009 - 2010 | US Boulogne            | France  | 15 matchs / 1 but   | 2 matchs          | -                  | 1 match / 1 but   |
| 2010 - 2011 | FC Lausanne-Sport      | Suisse  | 12 matchs / 3 buts  | -                 | -                  | 2 matchs          |
| 2011 - 2012 | FC Lausanne-Sport      | Suisse  | 27 matchs / 8 buts  | -                 | -                  | 3 matchs, 2 buts  |
| 2012 - 2013 | FC Lausanne-Sport      | Suisse  | 30 matchs / 6 buts  | -                 | -                  | 1 match           |
| 2013 - 2014 | Club africain          | Tunisie | 12 matchs / 2 buts  | 0 match           | -                  | 0 matchs / 0 buts |
| 2014 - 2015 | Amiens SC              | France  | 11 matchs / 0 buts  |                   |                    |                   |
| 2015 - 2016 | FC Le Mont             | Suisse  |                     |                   |                    |                   |
| 2016 - 2017 | Yverdon Sport          | Suisse  |                     |                   |                    |                   |

Dernière mise à jour le 27 avril 2019

## Palmarès

### En club
- 2004 : Vainqueur de la Coupe Intertoto avec le Lille OSC
- 2005 : Vice-champion de France avec le Lille OSC
- 2011 : Champion de Suisse de D2 avec le FC Lausanne-Sport

### Distinctions individuelles
- Trophée du joueur du mois de Ligue 1 UNFP en avril 2005.